# Riposo durante la fuga in Egitto (Tiziano)
Il Riposo durante la fuga in Egitto è un dipinto a olio su tavola (46,5x64 cm) di Tiziano, databile al 1512 circa e conservato nella Longleat House a Warminster, nel Wiltshire.

## Storia
Dell'opera esiste un'altra versione, da alcuni giudicata anteriore, già nelle proprietà di Alessandro Contini-Bonacossi a Firenze (91x160 cm), andata in asta a Finarte (Milano), il 28 novembre 1995 (n. 132). La tavoletta di Warminster, già ritenuta una copia di Andrea Schiavone, oggi è considerata generalmente opera autografa, nonché prototipo delle molte sacre conversazioni di Tiziano ambientate in un paesaggio aperto e a sviluppo prevalentemente orizzontale.

## Descrizione e stile
In un paesaggio boscoso la Madonna col Bambino si riposano durante la Fuga in Egitto, con Giuseppe che assiste quieto e malinconico a sinistra. Alla lezione di Giorgione rimandano l'atmosfera agreste e composta, mentre l'intesità cromatica, stesa con pennellate pastose e sfilacciate, soprattutto nel vestito fiammeggiante di Maria, è tipica di Tiziano.

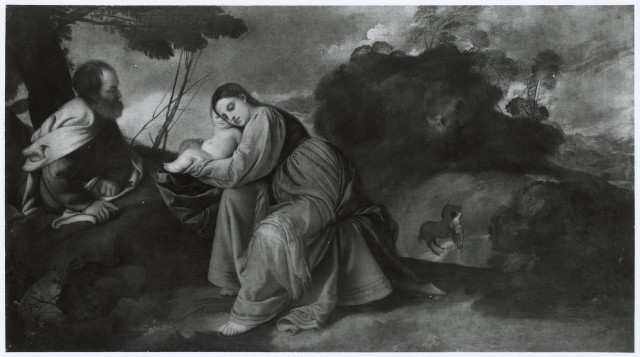
Versione già Contini-Bonacossi